# Dunărea Galați în sezonul 1985-1986
Sezonul 1985-1986  este un sezon de decădere al echipei, mai ales că o parte din jucătorii echipei de bază de altfel s-au oferit să o ajute pe Oțelul Galați să promoveze credeau în proiectul echipei sau mai bine zis spus credeau în promovare, așadar echipa numai visează niciodată la liga I, antrenor principal este Spiridon Niculescu fost fotbalist, care a jucat pe postul de portar! în fine acesta va mai antrena la Dunărea Galați chiar și în sezonul 2007-2008! când are loc o schimbare de antrenori bruscă la Dunărea Galați la acea vreme!.

## Echipă
| Nr. |         | Poziție | Jucător          |
| --- | ------- | ------- | ---------------- |
| -   | România | P       | Gheorghe Stamate |
| -   | România | P       | Sârghi           |
| -   | România | F       | Mitică Gălan     |
| -   | România | F       | Mihai Ciobanu    |
| -   | România | F       | Gheorghe Negoiță |
| -   | România | F       | Șurian Borali    |
| -   | România | F       | Adrian Oprea     |
| -   | România | F       | Cherecheși       |
| -   | România | F       | Cleminte         |
| -   | România | F       | Grigoraș         |
| -   | România | M       | Gheorghe Ichim   |
| -   | România | M       | Teoharie         |
| -   | România | M       | Adrian Comșa     |
| -   | România | M       | Tudorel Chivu    |
| -   | România | M       | Dănuț Lupu       |
| -   | România | M       | Ion Diaconescu   |
| -   | România | M       | Mihai Cernescu   |
| -   | România | M       | Costin Maleș     |
| -   | România | M       | Dima Tararache   |
| -   | România | M       | Adrian Comșa     |
| -   | România | M       | Grigoraș         |
| -   | România | M       | Georgel Ifrim    |
| -   | România | A       | Mitică Ragea     |
| -   | România | A       | Sorin Balaban    |
| -   | România | A       | Dan Loghin       |
| -   | România | A       | Eugen Ralea      |
| -   | România | A       | Marian Ghibea    |
| -   | România | A       | Savin Ciurea     |

## Transferuri

### Sosiri
| Post | Jucător          | De la echipa    | Suma de transfer  | Dată |  | ---- |
| ---- | ---------------- | --------------- | ----------------- | ---- |  | ---- |
| A    | Mitică Ragea     | Victoria Tecuci | liber de contract | -    |  |      |
| P    | Gheorghe Stamate | Oțelul Galați   | liber de contract | -    |  |      |
| A    | Ion Diaconescu   | Oțelul Galați   | liber de contract | -    |  |      |
| F    | Mihai Ciobanu    | Oțelul Galați   | liber de contract | -    |  |      |
| A    | Dan Loghin       | Oțelul Galați   | liber de contract | -    |  |      |
| M    | Teoharie         | Oțelul Galați   | liber de contract | -    |  |      |
| A    | Savin Ciurea     | Oțelul Galați   | liber de contract | -    |  |      |

### Plecări
| Post | Jucător            | De la echipa        | Suma de transfer  | Dată |  | ---- |
| ---- | ------------------ | ------------------- | ----------------- | ---- |  | ---- |
| A    | Claudiu Vaișcovici | Oțelul Galați       | liber de contract | -    |  |      |
| F    | Adrian Oprea       | Dacia Unirea Brăila | liber de contract | -    |  |      |
| F    | Viorel Anghelinei  | Oțelul Galați       | liber de contract | -    |  |      |
| A    | Haralambie Antohi  | Oțelul Galați       | liber de contract | -    |  |      |
| F    | Mihai Bejenaru     | Oțelul Galați       | liber de contract | -    |  |      |
| A    | Eugen Ralea        | Oțelul Galați       | liber de contract | -    |  |      |
| F    | Marian Dumitru     | Oțelul Galați       | liber de contract | -    |  |      |

Clasamentul după 34 de etape se prezintă astfel:

## Seria II

### Rezultate
| Victorii | Egaluri | Înfrângeri | Cea mai mare victorie | Cea mai mare înfrangere |

### Sezon intern
| 1 | Dunărea CSU Galați | Oțelul Galați         |  | 0-1 (0-0) |
| 2 | Oțelul Galați      | Dunărea CSU Galați    |  | 5-3 (3-1) |
| 3 | Dunărea CSU Galați | FCM Delta Tulcea      |  | 1-0       |
| 4 | Dunărea CSU Galați | Ceahlăul Piatra Neamț |  | 3-0       |
| 5 | Dunărea CSU Galați | FC Politehnica Iași   |  |           |